# Avianca Brasil

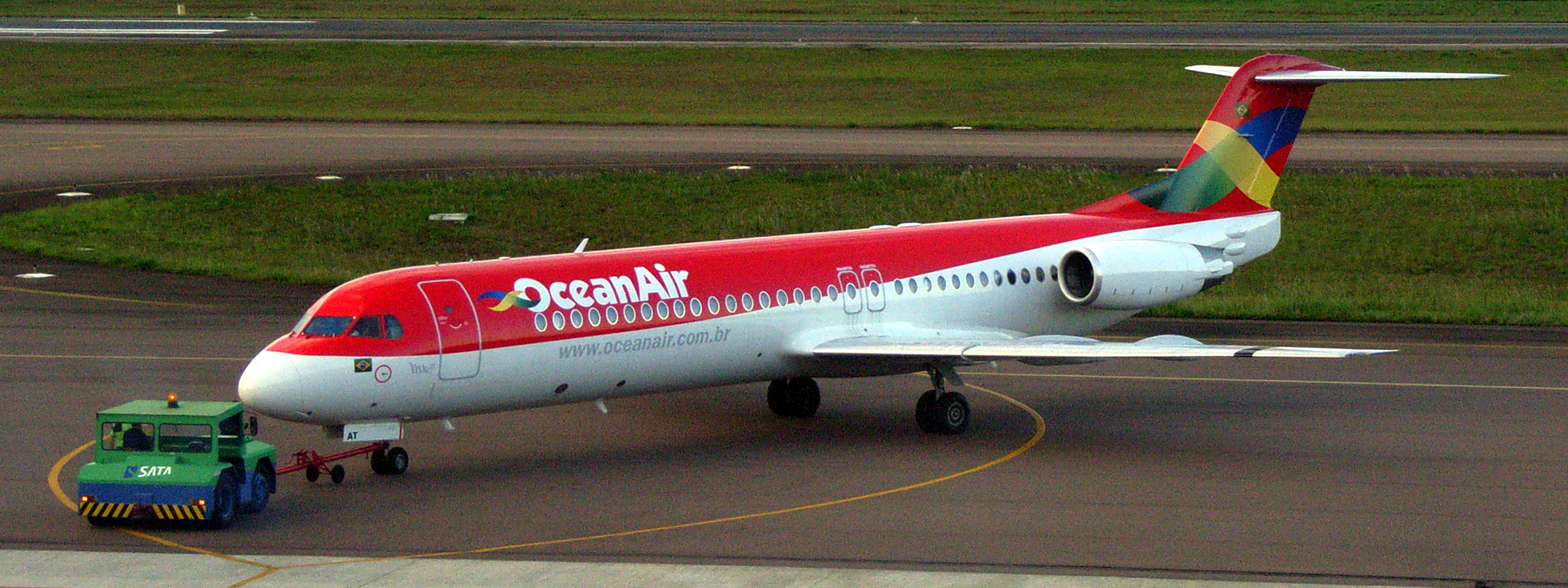
Fokker 100 авиакомпании OceanAir в аэропорту Куритиба

Avianca Brasil, ранее известная как OceanAir, — бывшая бразильская авиакомпания со штаб-квартирой в Сан-Паулу, работавшая на рынке регулярных пассажирских перевозок по более, чем 20 направлениям в Бразилии и других странах. Портом приписки авиакомпании и её главным транзитным узлом (хабом) являлся Международный аэропорт Сан-Паулу/Гуарульос, в качестве дополнительных хабов использовались Международный аэропорт Бразилиа и Аэропорт Сан-Паулу/Конгоньяс.
Авиакомпания имела официальное название «OceanAir», однако с момента вхождения в состав авиационного холдинга Avianca использовала торговую марку (бренд) Avianca Brazil для большей узнаваемости логотипа и подчёркнутой связи с другими дочерними компаниями данного холдинга.
В соответствии с отчётом Национального агентства гражданской авиации Бразилии в 2009 году доля пассажирских перевозок авиакомпании OceanAir в стране составила 2,54% на внутренних маршрутах и менее 0,01% на международных рейсах по показателю перевезённых пассажиров на километр дистанции. В ноябре 2010 года указанные показатели для внутренних и международных авиаперевозок составили 2,59% и 0,04% соответственно.

## История

### OceanAir
Авиакомпания OceanAir Linhas Aéreas была основана в 1998 году для обеспечения чартерных пассажирских и грузовых авиаперевозок по заказам нефтедобывающих предприятий, работающих на нефтяных полях Кампус-Бейсин. В 2002 году OceanAir вышла на рынок регулярных пассажирских перевозок, запустив постоянные рейсы между городами Сан-Паулу и Рио-де-Жанейро (муниципалитеты Макаэ и Кампус-дус-Гойтаказис). Спустя некоторое время авиакомпания ввела регулярные рейсы в высокой частотой полётов на небольших самолётах (аэротакси) на маршруте из Сан-Паулу (Конгоньяс) в Рио-де-Жанейро (Международный аэропорт Сантос-Дюмон) с промежуточной посадкой во втором аэропорте Сан-Паулу (Гуарульос). Данные рейсы пользовались большой популярностью, поскольку тариф между Сан-Паулу и Рио-де-Жанейро для пассажиров был дешевле, чем в наземных такси, и находился на одном уровне с тарифом на междугородние автобусы, курсировавшие между этими городами.
В 2004 году владелец OceanAir конгломерат Synergy Group стал мажоритарным акционером колумбийского авиационного холдинга Avianca, вследствие чего OceanAir получила выход на рынок пассажирских перевозок в маршрутной сети авиакомпаний холдинга, и наоборот, перевозчики «Avianca» получили возможность выполнять регулярные рейсы в Международный аэропорт Гуарульос в Сан-Паулу. Развитие партнёрских отношений в общем холдинге привело к существенного снижению тарифов на авиаперевозки между Бразилией и Колумбией и к значительному увеличение пассажирского потока между двумя странами. В том же году «Synergy Group» приобрёл ещё одну авиакомпанию VIP Ecuador, развивая стратегию по созданию мощного корпоративного альянса пассажирских авиаперевозчиков, работающих по всей территории Южной Америки и за её пределами. В 2006 году OceanAir и инвестиционный фонд «Fondo de Inversiones Sustentables» на паях 49 и 51% соответственно сформировали новую перуанскую авиакомпанию «Wayraperú», которая в силу ряда причин прекратила операционную деятельностью уже через несколько месяцев после своего создания. В начале 2006 года «Synergy Group» показала прибыль за прошедший год в размере 3 млрд долларов США, проинвестировав в различные виды деятельности ещё около 100 млн долларов.
В 2007 году OceanAir открыла свой первый регулярный международный рейс в Мексику, который выполнялся на самолёте Boeing 767-300. Маршрут действовал до апреля следующего года, после чего был свёрнут. С этого периода интересы OceanAir были снова сосредоточены на рейсах внутри Бразилии. В 2008 году владелец OceanAir и Avianca Герман Ефромович разместил заказ на 12 лайнеров Boeing 787. В 2010 году воздушный флот авиакомпании пополнился пятью новыми самолётами Airbus A330 и тридцатью новыми Airbus A320, общая сумма контракта с корпорацией Airbus составила 2,5 млрд долларов США. Одними из основных задач конгломерата в наступившем десятилетии являются 15-процентная доля рынка коммерческих авиаперевозок на внутренних рейсах в Бразилии и на международных маршрутах в Мексику, Колумбию, Африку и Соединённые Штаты Америки.

### Сделка с TACA и смена названия авиакомпании

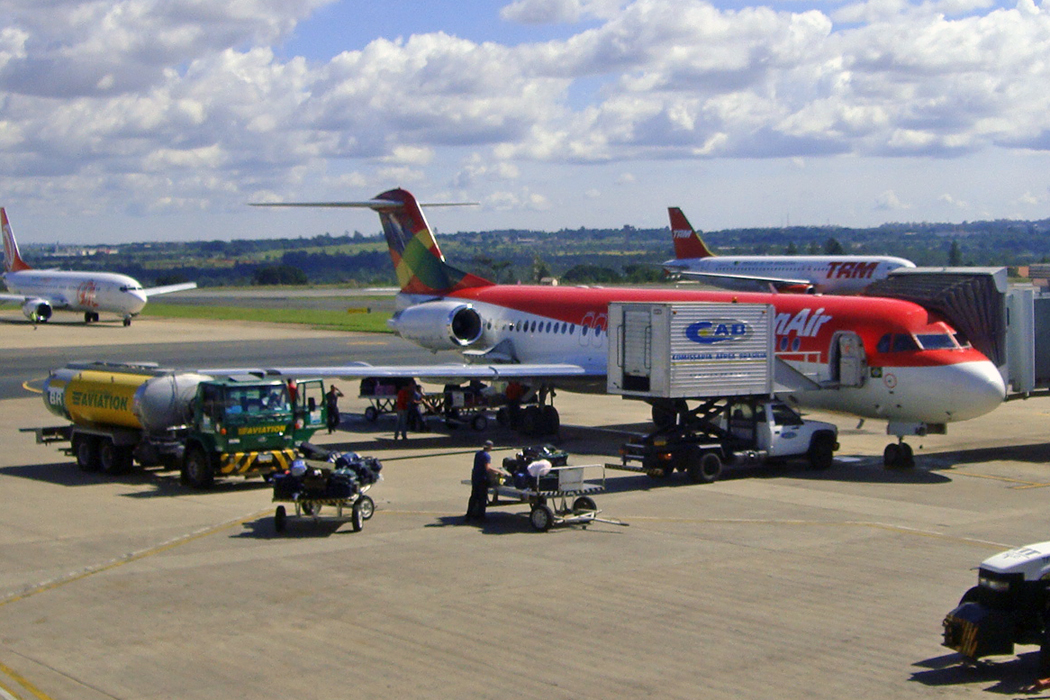
Fokker 100 авиакомпании OceanAir в Международном аэропорту Бразилиа

9 октября 2009 года холдинг Synergy Group объявил о слиянии с Avianca с крупным объединением авиакомпаний TACA. Данное объединение существенно увеличило трафик перевозок OceanAir, поскольку наряду с Avianca в Сан-Паулу, Рио-де-Жанейро и Порту-Алегри появились рейсы авиакомпаний TACA — партнёров по общему авиационному холдингу.
26 марта 2010 года Герман Ефромович заявил о проведении ребрендинга OceanAir и смене её торговой марки на «Avianca Brazil». Официальным названием перевозчика при этом осталось «OceanAir Linhas Aéreas». Первый самолёт в новой ливрее поднялся в воздух 27 апреля 2010 года. Наряду с Avianca Brazil в холдинге работала партнёрская авиакомпания Avianca Colombia; различия в названиях перевозчиков холдинга указывало на страну, где зарегистрировано воздушное судно, а общий бренд «Avianca» — на факт того, что все компании (вместе с их самолётами) являлмсь дочерними подразделениями этого конгломерата.
10 мая 2020 года Avianca Holdings объявил о начале процедуры банкротства, об остановке всех перевозок в Бразилии и о запуске процедуры ликвидации Avianca Brasil..

### Star Alliance
10 ноября 2010 года было опубликовано сообщение глобального авиационного альянса пассажирских перевозок Star Alliance об утверждении процедуры приёма группы «Avianca-TACA» в полноправные члены альянса.

## Маршрутная сеть
В феврале 2011 года маршрутная сеть авиакомпании Avianca Brazil включала в себя следующие пункты назначения:

### Внутренние
- Аракажу — Аэропорт Санта-Мария
- Белу-Оризонти — Международный аэропорт Танкреду Невес
- Бразилиа — Международный аэропорт Бразилиа
- Кампу-Гранди — Международный аэропорт Кампу-Гранди
- Шапеко — Аэропорт Шапеко
- Куяба — Международный аэропорт имени маршала Рондона
- Куритиба — Международный аэропорт Афонсу Пена
- Флорианополис — Международный аэропорт имени Эрсилиу Луса
- Форталеза — Международный аэропорт имени Пинту Мартинса
- Жуазейру-ду-Норти
- Пасу-Фунду — Аэропорт Пасу-Фунду
- Петролина — Аэропорт Петролина
- Порту-Алегри — Международный аэропорт Салгаду Филью
- Порту-Велью — Международный аэропорт Порту-Велью
- Ресифи — Международный аэропорт Гуарарапис
- Рио-де-Жанейро
  - Международный аэропорт Галеан
  - Аэропорт Сантос-Дюмон
- Салвадор — Международный аэропорт имени депутата Луиса Эдуардо Магальяса
- Сан-Паулу
  - Аэропорт Конгоньяс хаб
  - Международный аэропорт Гуарульос хаб

### Международные
- Колумбия
  - Богота — Международный аэропорт Эль-Дорадо

## Флот
По состоянию на ноябрь 2018 года воздушный флот авиакомпании Avianca Brazil состоял из следующих самолётов.

## Бонусная программа
Авиакомпания Avianca Brazil предлагала собственную бонусную программу поощрения часто летающих пассажиров Programa Amigo.